# コレクション

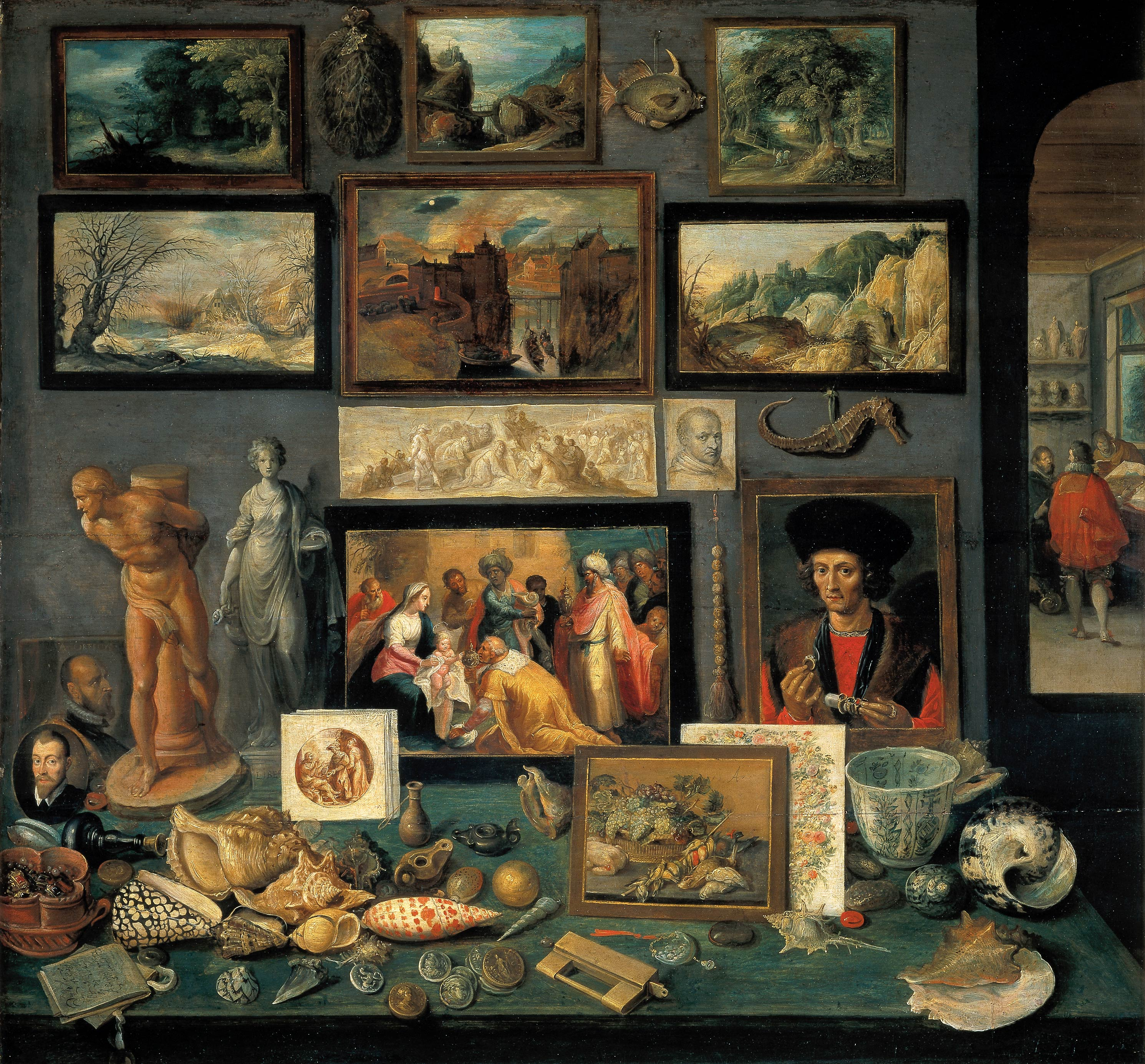
驚異の部屋の一隅を描いた絵画

コレクション（英語：collection）は、モノを広く集めること、また集められたもの。収集、収集物、所蔵品。「収集」は「蒐集」とも書く。趣味としての収集活動に対して使われることが多いが。また、研究用資料、博物館や美術館等の所蔵作品群、近年では作家の著作集などに対しても用いられている。服飾においては、ファッションデザイナーや服飾ブランドが開催する展示会及びその作品群を指す。ただしその分野は英語ではファッションウィーク (fashion week) と呼ぶのが一般的である（詳細はファッションショーを参照）。また、日本では一般的でないが、英語圏では募金、寄付金、献金、集金などもコレクションと呼ばれる。収集する人のことを日本では古くはコレクトマニア（直訳すると蒐集狂）と呼び、現在はコレクターと呼ぶ。

## 収集行動とコレクション

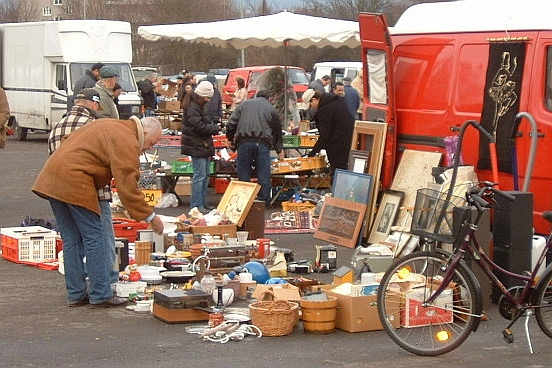
蚤の市には多くの収集家が集まる。

収集は人間の生活において広い範囲にわたって見られる行動であり、美術館や図書館、博物館などに代表されるように、文化財の収集、蓄積は文化の発展に大きく寄与してきた。またそのように集められるものは有形のものに限らず、無形の知識や言い伝えなどもしばしば収集の対象となる。現代では個人の趣味として物を集める人も多く、そのような趣味としてのコレクションでは、芸術品などの高価なものから集めている本人以外は見向きもしないようながらくたまでありとあらゆるものが収集の対象となっている。
「集められたもの」すべてが必ずしも「コレクション」となるわけではない。例えば商業活動を通じて金銭を集め、財産を増やしていく行為は「コレクション」とは呼ばれないし、医師が自分の診療所にいくら多くの患者のカルテを持っていたとしてもそれは「コレクション」ではない。これに関しヴァルター・ベンヤミンやジャン・ボードリヤールのような哲学者は、事物が本来の実用的な機能から切り離されて日常とは別の体系に組み込まれることを（特に趣味としての）コレクションの性質だとしている。また歴史家のクシシトフ・ポミアンは、「歴史家の実践において」コレクションは単なる物の堆積とは以下の3つの点で区別されるとしている。
1. コレクションを構成する品物が一時的あるいは永久に、営利活動の流通回路の外に保たれていること（「たとえば、売るために店に集められた品物の集合はコレクションではない」）。
2. コレクションを構成する品物の集合が特別な庇護のもとに置かれていること（「コレクションであるためには、保存の問題と、また場合によってはそれを構成する品物の修復の問題を解決する必要がある」）。
3. コレクションがそのために閉じられた場所の中で、視線にさらされているということ（「陶器の中に入れて地中に埋められた財宝」や「銀行の金庫室に保存された絵画の集合」などはコレクションではない）。

### 関連する病気と問題となる例
精神病理学においては、認知症や統合失調症の患者に見られるような、身近な物を捨てられず無闇に溜め込んでしまう症状を「蒐集症（collectionism）」と称する。また精神科医の春日武彦は収集癖に親和性が高い病理として強迫神経症を挙げている。
問題となる例
- 強迫的ホーディングに起因するごみ屋敷化
- 動物の収集から多頭飼育崩壊

## 芸術・学問における収集

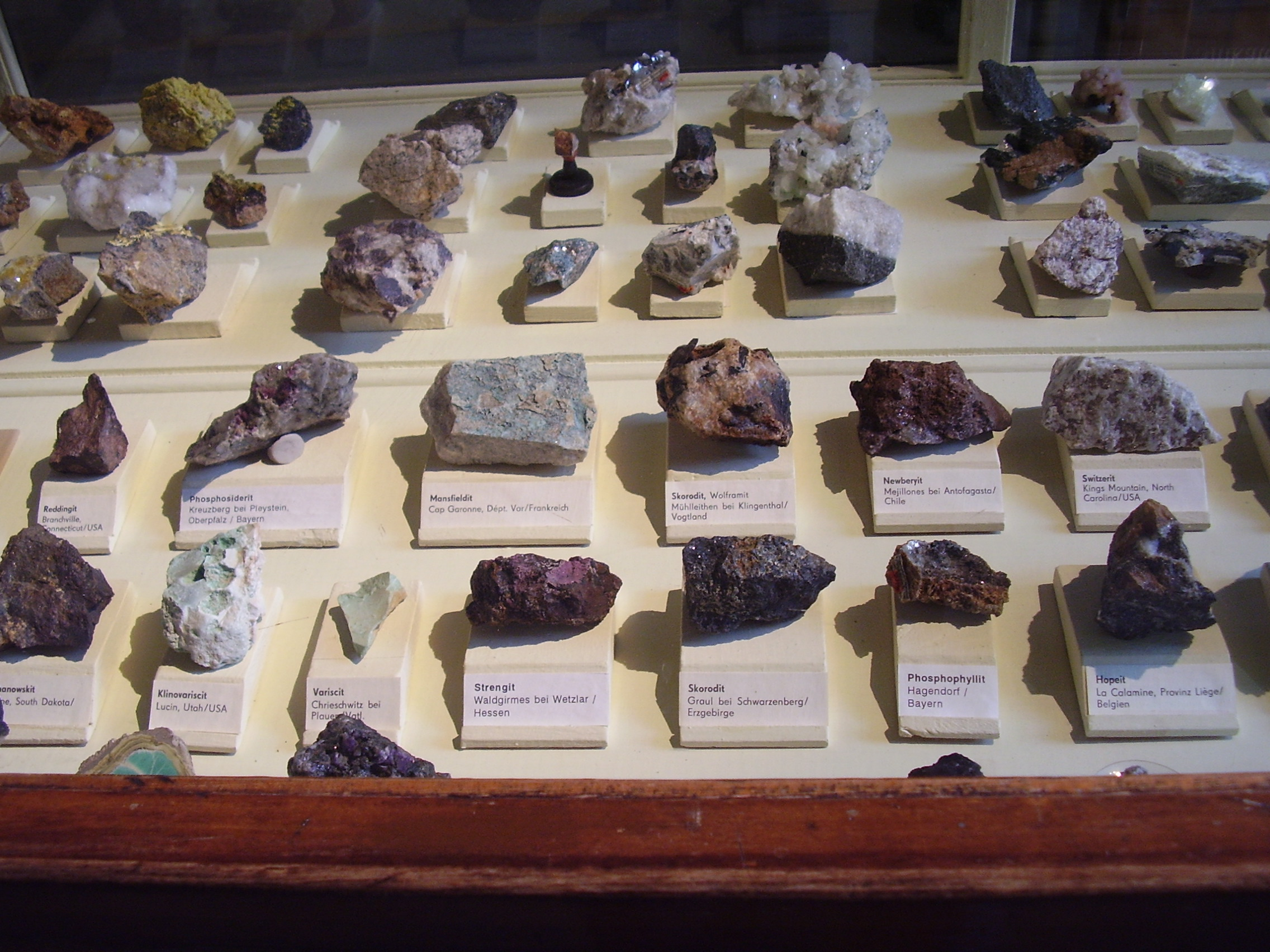
ベルリン博物館の鉱物コレクション

芸術や学問においては、先行作品や資料、文献などが後世に伝えられることがその発展の上での条件であり、したがって文物の収集は芸術、学問の諸分野で重要な役割を果たしている。特に著作、文献の収集としての図書館はすでに紀元前7世紀にその例があるが、これはあらゆる学問研究の基盤を成す収集であると言える。学問の諸分野のうちで特に収集と深い関わりがあるのは博物学であり、動物、植物、鉱物などの自然物の収集と分類がその基盤である。この分野においては趣味による採集を通じて新種の発見がなされるということも多い。考古学においては古代の人類の遺物が、古生物学においては太古の生物の化石が収集・研究の対象となり、民俗学においては、民芸品のような有形のものに限らず伝承や民謡のような無形のものも収集される。（広い意味では千夜一夜物語や梁塵秘抄、イソップ物語も収集の一形態と考える事ができる）

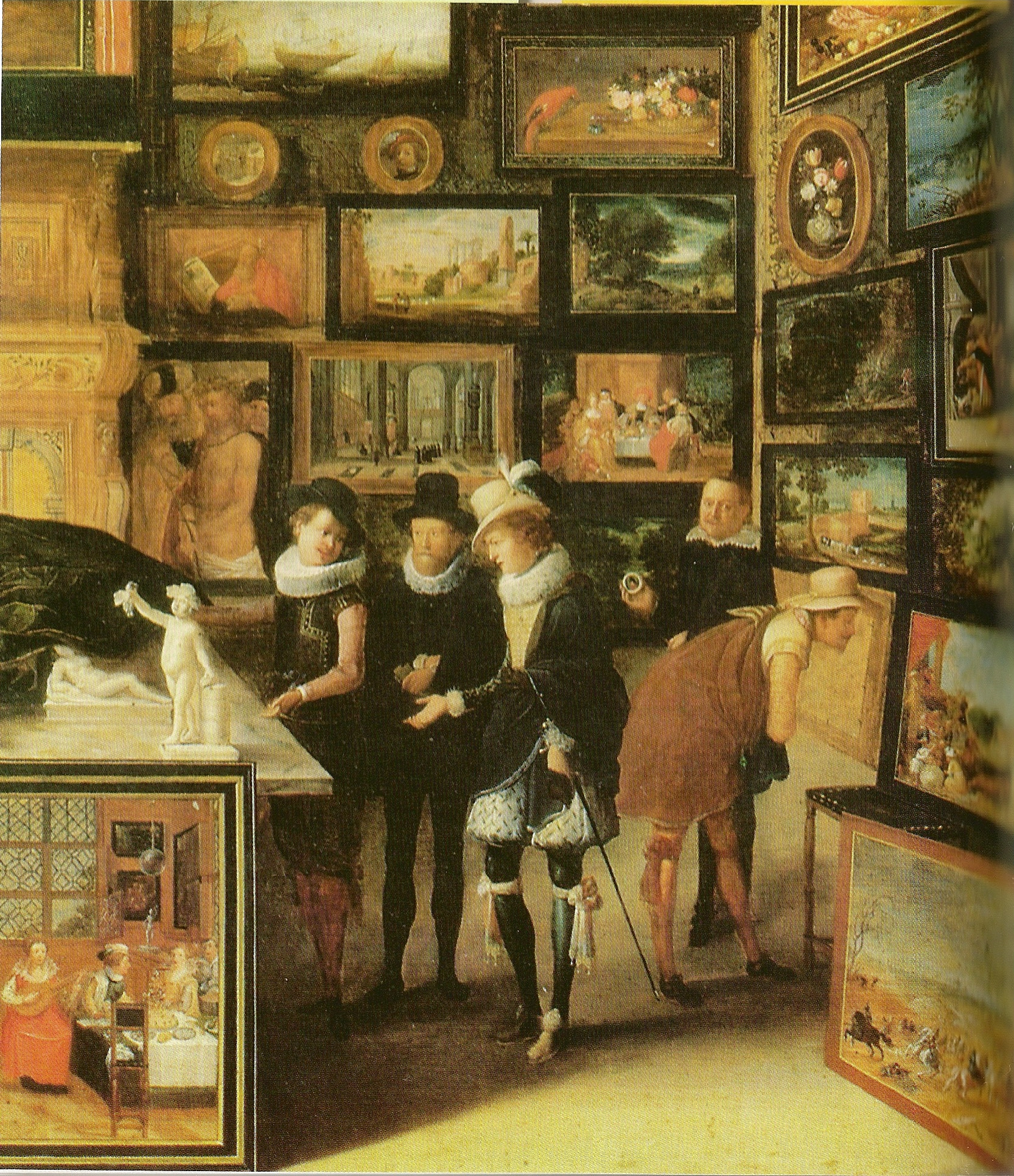
絵画の売買の様子（17世紀）

美術品の収集の歴史は古く、ヘレニズム時代に既に権力者、政治家、学者らによる美術品の収集、公開が行われ、古代ローマの支配拡大に伴って戦利品として古代ギリシアの美術品を持ち帰るということもしばしば行われた。
中世ヨーロッパでは教会が美術品収集の中心であり、彫刻や工芸品の他、写本や珍しい動物の標本などを宝物庫（シャッツカンマー）に所蔵し、中世末期になると宮廷や富裕な市民の間でも世俗的な美術品の収集が行われている。
ルネサンス期においては国家的なまとまりがまだ生じていなかったイタリアを中心に、メディチ家を始めとする富裕層・支配者層の間で古代美術を規範とした美術品収集が行われ、あるいは好古家によって骨董品収集が行われ、それにより国内外の珍品を集めて展示するヴンダーカンマー（驚異の部屋）が作られるようになった。このような私的なコレクションは啓蒙主義の時代とそれに続くフランス革命によって次々に公共化されていき、その幾つかは今日存在する美術館、博物館の基礎となっている。
日本においては奈良時代の正倉院に代表されるように献納物からなる権力者のコレクションが存在したが、個人の美意識に基づいて収集が行われたものとしては足利義政による東山御物などが早い例である。戦国時代から江戸時代には茶の湯の流行から各地の数寄者・大名によって茶道具や古書画が収集されており、江戸時代後期になると文人趣味の流行から中国の書画骨董が収集の対象となった。明治時代になると西洋の美意識が輸入されるようになるが、同時にフェノロサらによって日本美術の独自性が打ち出され美術収集の方向性に大きな影響を与えた。フェノロサ自身明治10年代に多くの日本美術を収集しており、現在そのコレクションはボストン美術館に所蔵されている。明治後期からは益田孝、原富太郎、根津嘉一郎、岩崎弥太郎など実業家によって古画・古磁器を中心とした美術品の収集を行われており、現代でもこのような個人コレクションがのちに美術館の基礎となる例は多い。ただ、残念なのは日本に措ける蒐集には万葉集から始まり江戸時代における柳多留のような歌や詩の蒐集という芸術が伝統的にあり、この場合、古今和歌集や新古今に代表される勅撰和歌集のように政府を挙げて取り組まれることもあった等、収集という行為の一大ジャンルとしてあったが欧州では一般的な形態では無かったためか収集、という見られ方をされていないことに、洋の東西に措けるギャップがある。

## 趣味としてのコレクション
趣味としてのコレクションの歴史は古く、中国中世の説話集『世説新語』には、下駄の収集に凝って自ら手入れをし「一生に何足の下駄が履けることか」と嘆いていた人物が登場する。近代において市民社会が発達すると、一般市民の間で趣味としてのコレクションが広く行われるようになる。
このような趣味においては美術品、工芸品などの比較的高価なものから、本や古地図、動植物や鉱物標本など資料的価値のあるもの、硬貨、切手など収集の歴史の長いもの、模型や玩具、記念品や土産物のような比較的安価なもの、食料品のパッケージや包装紙のようなそれ自体は価値のないようなものに至るまで、各人の好みに従ってほとんどありとあらゆるものがコレクションの対象となっている。
もちろん時代情勢によって集められるものは移り変わってくる。たとえばタバコ関連は、煙管やパイプ、ライターなどが収集の対象となっているが、嫌煙の風潮によりその価値が大きく損なわれた。このように収集は社会情勢に大きく影響される。
しかし、煙管を使うための煙草入れに附属することが多かった根付は煙草用品とは別に単独で人気が出てきた。これは海外から移入されたブームと言われている。
いわゆる現代的なマニアと古典的な蒐集との橋渡しの概念を提示したのが柳宗悦で、その著書、「茶と美」には「蒐集について」、という章が設けられている。
コレクションに国境は無く、サザビーズやクリスティーズ、フィリップス、ボナムズなどのオークションハウスがコレクションの世界に新たなジャンルを作ろうと働きかけることもある。

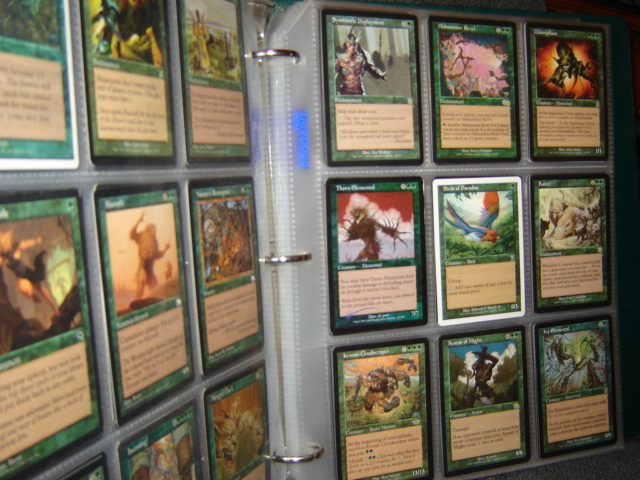
ファイルに納められたトレーディングカードのコレクション

現代では物の種類による収集ではなく、特定の漫画・アニメーション作品やそのキャラクターの関連商品（キャラクターグッズ）を収集する例も多い。またトレーディングカードや食玩のように、始めから消費者によって収集の対象とされることを前提とした商品も数多く生産されており、このような分野においては特定のシリーズをすべて収集することが目指される。
また近年のインターネットの発達により情報交換サイトやネットオークション、メルカリでの取引きも行われるようになっており、収集家同士の間では未開封の商品や新品同様の商品がしばしば高値で取引されている。

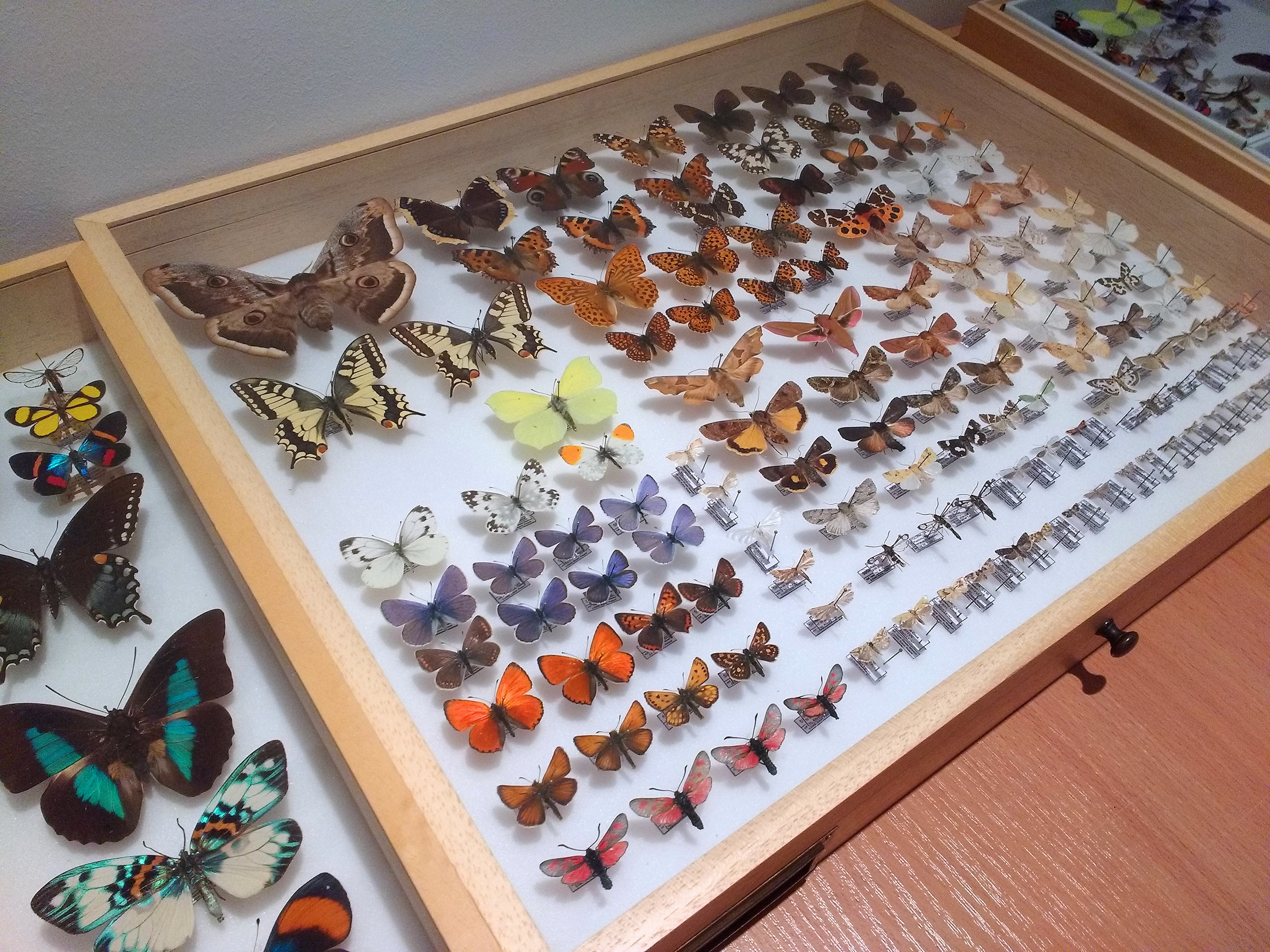
鱗翅類学（英語版）のコレクション
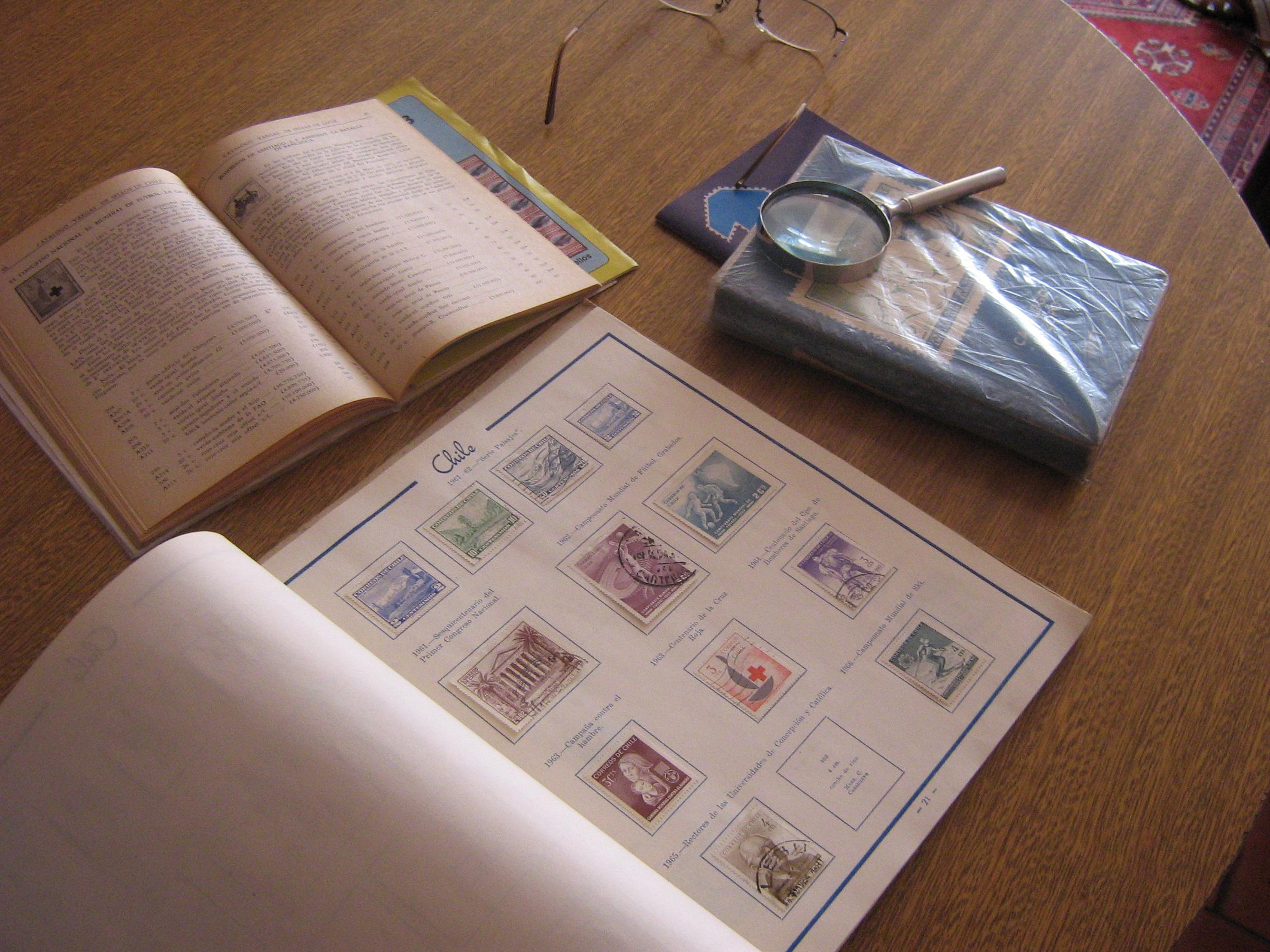
切手アルバムとカタログ。
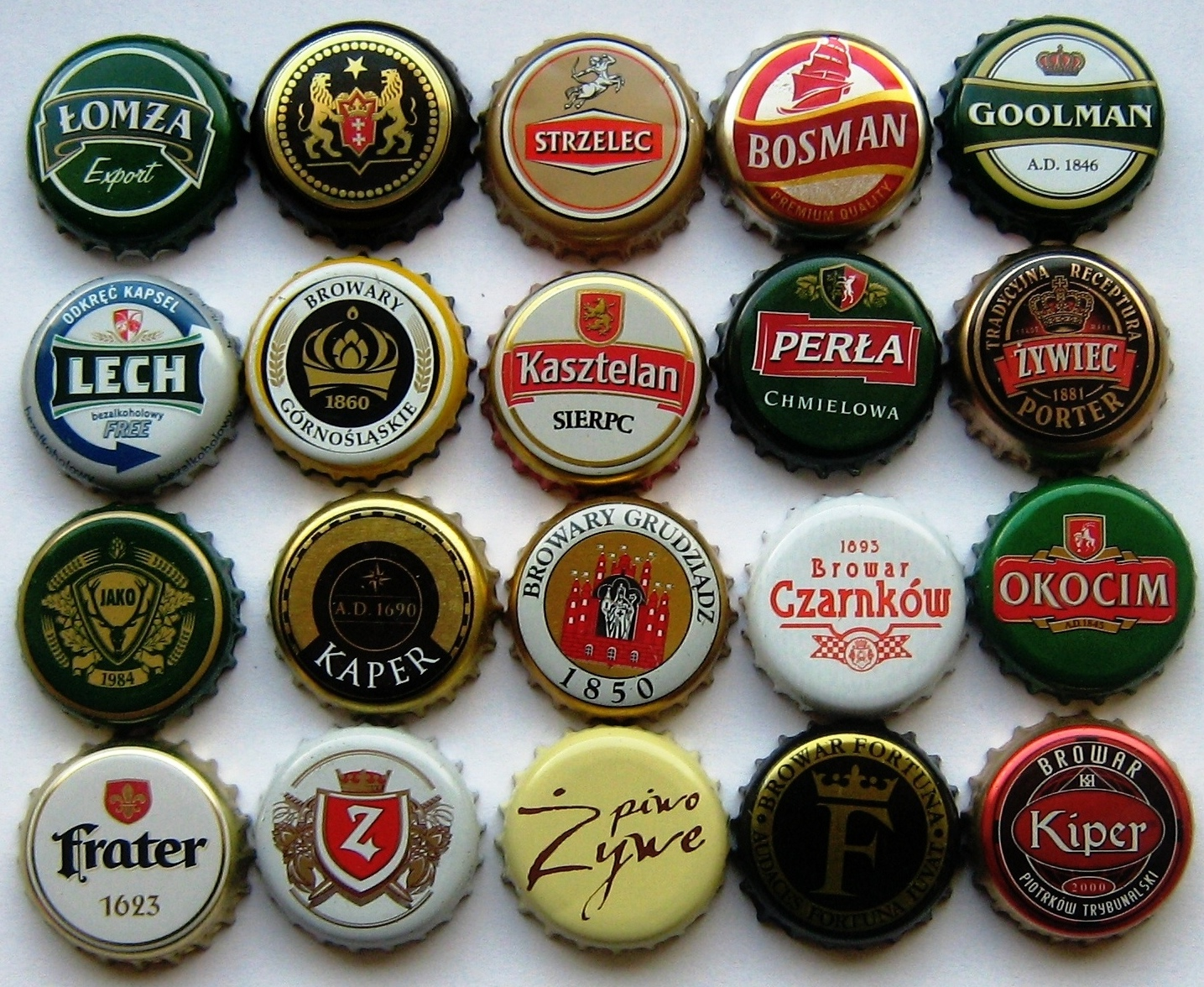
王冠のコレクション

### 収集
- サイン収集（英語版）
- 本の収集
- 紙幣収集
- 貨幣収集（英語版）、通貨類似物収集（英語版）
- Fabophilie（フランス語版） ‐ フランスの焼き菓子ガレット・デ・ロワ（王様の菓子の意）の中に入ってる人形フェーヴ（fève）の収集。家族等で切り分けて、フェーヴが当たると一年幸運であるとされる。
- サイエンス・コレクション（英語版）
- データ・コレクション（英語版） ‐ 新聞や雑誌などの印刷物の切り抜き（英語版）など、様々な情報収集について。

## 収集家

### 有名な収集家
- ハーヴィー・ナイニンガー - 隕石収集家で研究家。
- ハンス・スローン - 17世紀頃のイギリス人医師で収集家。博物学的な物を収集し、後にコレクションはイギリス政府に寄贈され大英博物館の元となった。
- フォレスト・J・アッカーマン - アメリカ人のSF/ホラー関連の編集者、版権代理人、作家。仕事関係・映画グッズなどの膨大な数のコレクターで個人ミュージアム「アッカーマンション」所有。
- ポール・アレン - マイクロソフト共同創業者。個人的な歴史的遺産のコレクションを展示する非営利団体を立ち上げ、フライング・ヘリテージ・コレクションなどの施設博物館を開設した。
- ルイジ・タリシオ - ストラディバリウス収集家、イタリア人楽器商。
- 木村蒹葭堂 - 江戸時代中期の文人画家・本草学者・収集家[5]。
- 市岡一智と智寛、 信州飯田の収集家[6]。
- ナセル・ハリリ（英語版） - イラン系イギリス人。8ジャンルのハリリ・コレクション（英語版）（イスラム美術コレクション（英語版）、日本美術品コレクション（英語版）など）を持つ。
- 清古尊 - 著名人の手形群「清古尊手形」の収集者。

動物
動物は餌を備蓄する習性（貯食行動）が知られているが、それ以外にも物を収集する癖が見られる。
- カラスなどの一部の鳥が珍しいものを収集する習性がある。その習性から泥棒かささぎというオペラが作られもした。
- 犬や猫にも物を集める習性が見られる。集めるものは、個体によって様々である。